# Thiago Ribeiro
Thiago Ribeiro Cardoso, genannt Thiago Ribeiro, (* 24. Februar 1986 in Pontes Gestal, SP) ist ein brasilianischer Fußballspieler.

## Karriere
Seine fußballerische Grundausbildung erhielt der Spieler beim Rio Branco EC in Americana, São Paulo. Hier erhielt er 2004 auch seine ersten Einsätze als Profispieler. Dabei fiel er schnell europäischen Talentspähern auf und wurde noch im selben Jahr an Girondins Bordeaux nach Frankreich ausgeliehen. Hier kam er nur zu sieben Einsätzen und wurde bereits 2005 wieder abgegeben.
Der FC São Paulo verpflichtete den Spieler. Hier konnte er sich schnell integrieren und 2005 mit dem Gewinn der FIFA-Klub-Weltmeisterschaft seinen ersten Titel feiern. 2006 schloss sich der brasilianische Meistertitel an.
2007 wechselte Thiago Ribeiro zum CA Rentistas, für welchen er allerdings keine Spiele bestritt, sondern zum al-Rayyan SC nach Katar ausgeliehen wurde. Mitte 2008 kehrte der Spieler dann nach Brasilien zurück. Sein nächster Verein (weiterhin auf Leihbasis) war der Cruzeiro EC in Belo Horizonte. Bei dem Klub konnte er bei der Copa Libertadores 2010 Torschützenkönig werden.
Im Sommer 2011 wurde Thiago nach Italien zum Cagliari Calcio ausgeliehen. Der Verein nahm 2012 auch eine Kaufoption war und übernahm den Spieler für vier Millionen Euro Ablöse.
Am 19. Juli 2013 wurde der Verkauf von Thiago an den FC Santos für fünf Jahre bekannt. Als Ablösesumme wurden zehn Millionen Real genannt. Bei Santos spielte er bis 2015 er bestritt noch bis in den März neun Spiele in der Staatsmeisterschaft von São Paulo. Der Pokal wurde am Ende von Santos gewonnen. Zu dem Zeitpunkt hatte Ribeiro den Klub allerdings wieder verlassen. Er war an Atlético Mineiro ausgeliehen worden.
Zur Saison 2016 lief Ribeiro zunächst noch für Atlético Mineiro auf, musste aber bereits im März wieder wechseln. Er wurde in die Série B an den EC Bahia ausgeliehen. Zur Saison 2018 verließ Ribeiro Santos und schloss sich dem Londrina EC an. Bereits zur Folgesaison wechselte er erneut. Er unterzeichnete einen Kontrakt beim Guarani FC. Nach Austragung der Staatsmeisterschaft zog Thiago weiter. Er wechselte zum CA Bragantino, wo er einen Vertrag bis Jahresende unterschrieb. Mit Bragantino stieg er in die Série A auf, wobei er auf 20 Einsätze (5 Tore) kam.
Zur Saison 2020 wechselt er zu Grêmio Novorizontino. Im September des Jahres wechselte er zu Chapecoense, um mit diesem in der Série B anzutreten. Ende Januar 2021 konnte Ribeiro mit dem Klub die Meisterschaft 2020 gewinnen. Zur Saison 2022 wechselte er erneut den Klub. Er ging zum zweiten Mal zum Londrina EC. Seit 2023 tingelt er durch unterklassige Klubs seiner Heimat.

## Erfolge
FC São Paulo
- FIFA-Klub-Weltmeisterschaft: 2005
- Campeonato Brasileiro: 2006

Cruzeiro EC
- Staatsmeisterschaft von Minas Gerais: 2009, 2011
- Torschützenkönig Copa Libertadores: 2010

Atlético Mineiro
- Staatsmeisterschaft von Minas Gerais: 2015

CA Bragantino
- Série B: 2019

Chapecoense
- Série B: 2020